# Шандра Валентина Степанівна
Валенти́на Степа́нівна Ша́ндра (20 липня 1952, село Бубнівська Слобідка Золотоніського району Черкаської області) — український історик, археограф, архівознавець. Доктор історичних наук (2001), професор. Дослідниця історії України XIX століття, а саме історії влади та владних інституцій. Лауреат премії НАН України імені М. С. Грушевського (1998).

## Освіта
1974 року закінчила історичний факультет Київського університету.

## Наукова діяльність
У 1974—1990 роках працювала науковим співробітником Центрального державного історичного архіву України.
У 1990—1991 роках — науковий співробітник групи Археографічної комісії Інституту історії АН УРСР.
У 1991—2002 роках — завідувач відділу джерел з історії України XIX — початку XX століття Інституту української археографії та джерелознавства імені Михайла Грушевського НАН України.
Від 2002 року — провідний науковий співробітник відділу історії України XIX — початку XX століття Інституту історії України НАН України.
Кандидатська дисертація — «Організація і функціонування діловодної служби Управління Київського навчального округу (1832—1917)» (1988, наук. кер. — Б. Г. Литвак, захист у Всесоюзному науково-дослідному інституті документознавства і архівної справи, м. Москва).
Докторська дисертація — «Інститут генерал-губернаторства в Україні XIX — початку XX ст.: структура, функції, архіви канцелярій» (2002, наук. консультант — Г. В. Боряк, захист в Інституті української археографії та джерелознавства ім. М. С. Грушевського НАН України).
Під її керівництвом підготовлено 5 кандидатських і 1 докторська дисертації.
Загальна кількість праць: 89; монографій — 4, археографічних видань — 8, брошур — 2, наукових статей — 75.

## Основні монографії
- Шандра В. С. (Боряк Г. В., Демченко Л. Я.) Тарас Шевченко: Слідчо-наглядові справи. Корпус документів (1847—1859). Київ: Арій, 2018.[2]
- Шандра В. С. (Карліна О. М. та ін.) Розчаклування недуги. Локальна традиція, «старі хвороби» та «нова» медицина в Україні (XVIII—XIX ст.). Колективна монографія. Харків: Видавець  Олександр Савчук, 2021. С. 211—360.[3]
- Польське національне повстання 1830—1831 рр. на Правобережній Україні: від міфів до фактів: Колективна монографія. Київ Уманський держ. педуніверситет імені Павла Тичини, 2017. С. 207—220.
- Шандра В. С. Донеччина: Адміністративно-територіальний і відомчий поділ (кінець XVIII — початок XX ст.) / НАН України. Інститут історії України. — К.: Інститут історії України, 2015. — 78 с. — (Студії з регіональної історії. Степова Україна)[4]
- Совісні суди в Україні (остання чверть XVIII — середина XIX ст.). — К., 2011.
- Генерал-губернаторства в Україні: XIX — початок XX ст. — К., 2005.
- Малоросійське генерал-губернаторство, 1802—1856: функції, структура, архів. — К., 2001.
- Київське генерал-губернаторство (1832—1914): Історія створення та діяльності, архівний комплекс і його інформативний потенціал. — К., 1999.
- Адміністративні установи Правобережної України кінця XVIII — початку XX ст. в російському законодавстві: джерелознавчий аналітичний огляд. — К., 1998.

## Премії та нагороди
- Пам’ятна відзнака на честь 100-річчя Національної академії наук України — 2018
- Почесне звання «Заслужений працівник культури України» — 2016
- Дипломом Всеукраїнського рейтингу «Книжка року» в номінації «Минувшина: Популярні видання» відзначено книгу «Донеччина: адміністративно-територіальний і відомчий поділ (кінець XVIII — початок XX ст.)» — 2016
- Почесна грамота Кабінету міністрів України — 2012
- Знак «За наукові досягнення» Міністерства науки і освіти України — 2006
- Премія Державного комітету архівів України імені Василя Веретенникова — 2001
- Премія імені М. С. Грушевського Президії НАН України — 1998